# Milkshake Man
Milkshake Man är en låt framförd av den australiska sångaren Go-Jo. Låten, som är skriven av Go-Jo tillsammans med Amy Sheppard, George Sheppard och Jason Bovino, representerade Australien i Eurovision Song Contest 2025 i Basel i Schweiz. Bidraget gick inte vidare till final.